# Uniwersytet Nebraski w Lincoln
Uniwersytet Nebraski w Lincoln (ang. University of Nebraska–Lincoln) – amerykańska uczelnia publiczna z siedzibą w mieście Lincoln (stan Nebraska). Została założona w 1869 roku.